# Bellyfull Ravine
Die Bellyfull Ravine ist ein kurzer Zufluss des Crapaud Hall River im Osten von Dominica im Parish Saint Andrew.

## Geographie
Die Bellyfull Ravine entspringt an der Ostflanke des Morne Concorde auf ca. 500 m über dem Meer und fließt stetig und in steilem Verlauf nach Osten. Zwischen Crapaud Hall und Anthony Gutter mündet sie kurz unterhalb des Kitty Gutter River von Westen und von links in den Crapaud Hall River. Der Fluss ist ca. 1 km lang.